# Flugunfall der Aeroflot bei der Mirny-Station 1989
Beim Flugunfall der Aeroflot bei der Mirny-Station verunglückte am 26. Januar 1989 eine Maschine des Typs Avia 14M der Aeroflot, noch bevor sie von der Mirny-Station starten konnte. Dabei kamen alle drei Insassen der Maschine ums Leben.

## Maschine
Bei der betroffenen Maschine handelte es sich um eine 1957 gebaute Avia 14PT mit der Werknummer 30703108. Die Maschine wurde am 1. Juni 1957 mit dem Luftfahrzeugkennzeichen OK-LCZ auf die tschechoslowakische Omnipol zugelassen, am 31. Juli 1957 wurde sie durch Polskie Linie Lotnicze LOT in Betrieb genommen und mit dem Kennzeichen SP-LNN zugelassen. Am 5. Juni 1973 übernahm die Aeroflot die Maschine und ließ sie mit dem Kennzeichen CCCP-52066 wieder zu. Das zweimotorige Mittelstreckenflugzeug war mit zwei Sternmotoren des Typs Schwezow ASch-82 ausgerüstet. Für den Betrieb in der eisigen Polarregion war die Maschine mit Landekufen ausgerüstet.

## Insassen
An Bord der Maschine befand sich eine dreiköpfige Besatzung, bestehend aus dem Flugkapitän Ananiew, dem Ersten Offizier Semin und dem Flugingenieur Rogowenko.

## Wetter
Zum Unfallzeitpunkt betrugen die Außentemperaturen −9 °C. Es herrschte gute Sicht mit Sichtweiten von mehr als 20 Kilometern. Die Windgeschwindigkeit betrug ca. 50 km/h, der Wind wehte somit mit einer Geschwindigkeit von 14 Metern pro Sekunde.

## Unfallhergang
Der Abflug der Maschine war für Mitternacht terminiert. Während die Maschine um 20:25 Uhr für den Abflug betankt wurde, brach plötzlich ein Feuer aus. Als die Feuerwehr nach 10 Minuten an der Maschine ankam, war diese bereits ausgebrannt. Von der Maschine verblieb nur die rechte und teilweise die linke Tragfläche. Die drei Besatzungsmitglieder konnten die Maschine nicht mehr rechtzeitig verlassen und kamen in den Flammen um.

## Ursache
Die Ursache des Brandes konnte nie geklärt werden.